# Return of Saturn
A Return of Saturn a No Doubt amerikai együttes negyedik albuma, amelyet 2000-ben adtak ki.

## Számok
1. Ex-Girlfriend (Dumont, Kanal, Stefani) – 3:32
2. Simple Kind of Life (Stefani) – 4:16
3. Bathwater (Dumont, Kanal, Stefani) – 4:02
4. Six Feet Under (Kanal, Stefani) – 2:28
5. Magic's in the Makeup (Dumont, Stefani) – 4:21
6. Artificial Sweetener (Dumont, Kanal, Stefani) – 3:54
7. Marry Me (Kanal, Stefani) – 4:38
8. New (Dumont, Stefani) – 4:26
9. Too Late (Dumont, Kanal, Stefani) – 4:16
10. Comforting Lie (Dumont, Kanal, Stefani) – 2:52
11. Suspension Without Suspense (Stefani) – 4:10
12. Staring Problem (Kanal, Stefani, Stefani) – 2:43
13. Home Now (Dumont, Kanal, Stefani) – 4:34
14. Dark Blue (Dumont, Kanal, Stefani) – 4:37

## Előadók

### No Doubt
- Tom Dumont – gitár
- Tony Kanal – basszusgitár
- Gwen Stefani – vokál
- Adrian Young – ütőhangszer, dob

### Egyéb tagok
- Stephen Bradley – harsona, trombita, billentyűk
- Mike Garson – zongora
- Gabrial McNair – szintetizátor, zongora, harsona, billentyűk
- Theo Mondle – tabla

## Külső hivatkozások
- No Doubt Hivatalos honlap